# 13 posterunek 2
13 posterunek 2 – polski serial komediowy w reżyserii Macieja Ślesickiego stanowiący kontynuację serialu 13 posterunek.

## Opis fabuły
Dalsze losy policjantów z 13 posterunku. Kasia decyduje się wyjechać do Radomia, jednak po pewnym czasie wraca do Warszawy. Czarek zostaje zastępcą komendanta, jednak szybko traci stanowisko na rzecz Rysia, byłego sapera z żelazną ręką i aparatem słuchowym. Miejsce „drugiej Zofii” zajmuje za to posterunkowa Andżelika, policjantka z Płocka, która w pierwszej serii pojawiła się na posterunku jako jedna z finalistek konkursu Miss Policji.

## Obsada
- Cezary Pazura jako post. Cezary Cezary
- Aleksandra Woźniak jako st. sierż. Katarzyna „Kasia”
- Marek Perepeczko jako komendant nadkom. Władysław „Władek” Słoik
- Piotr Zelt jako st. post. Arnold „Arnie”
- Joanna Jędrejek jako st. post. Andżela „Andżelika”
- Arkadiusz Jakubik jako asp. Ryszard „Rysio”
- Agnieszka Włodarczyk jako Agnieszka Cezary
- Marek Walczewski jako st. asp. Stępień
- Dorota Chotecka jako Jola
- Aleksander Gawroński jako Rosolak
- Barbara Burska jako inspektor Pieżchała
- Andrzej Niemirski jako inspektor Jan Kot
- Radosław Pazura jako stażysta Marek Bączek

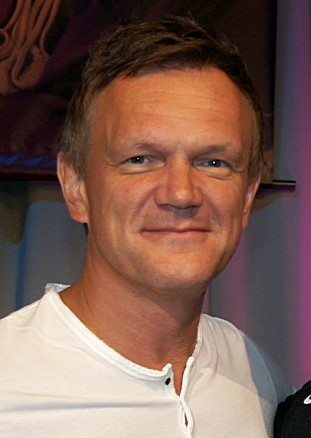
Cezary Pazura jako post. Cezary Cezary
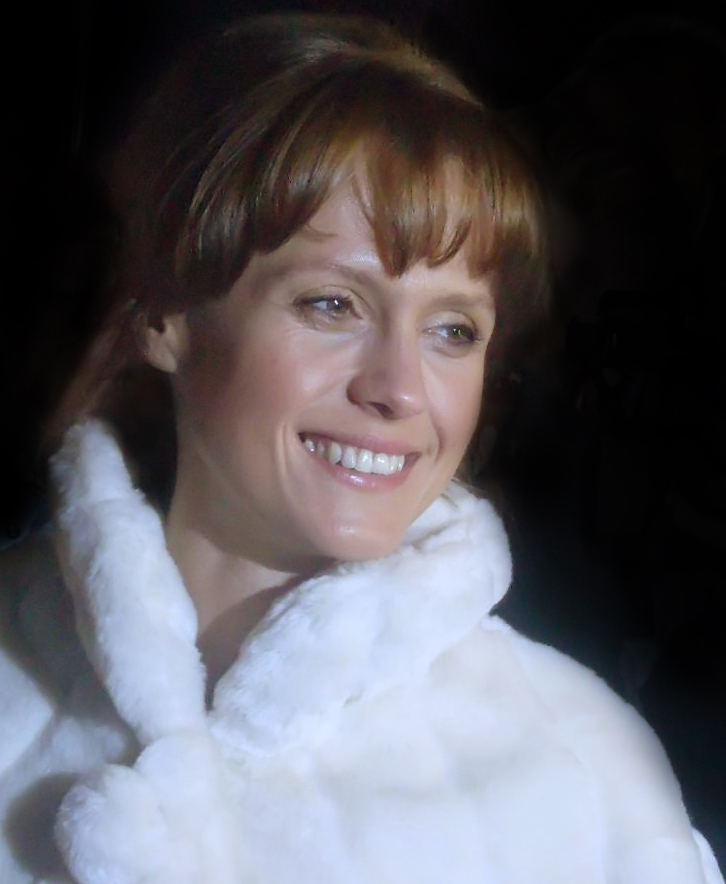
Aleksandra Woźniak jako st. sierż. Katarzyna „Kasia”
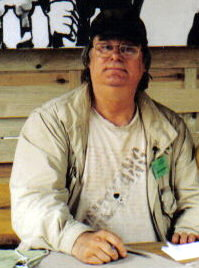
Marek Perepeczko jako Komendant nadkom. Władysław „Władek” Słoik
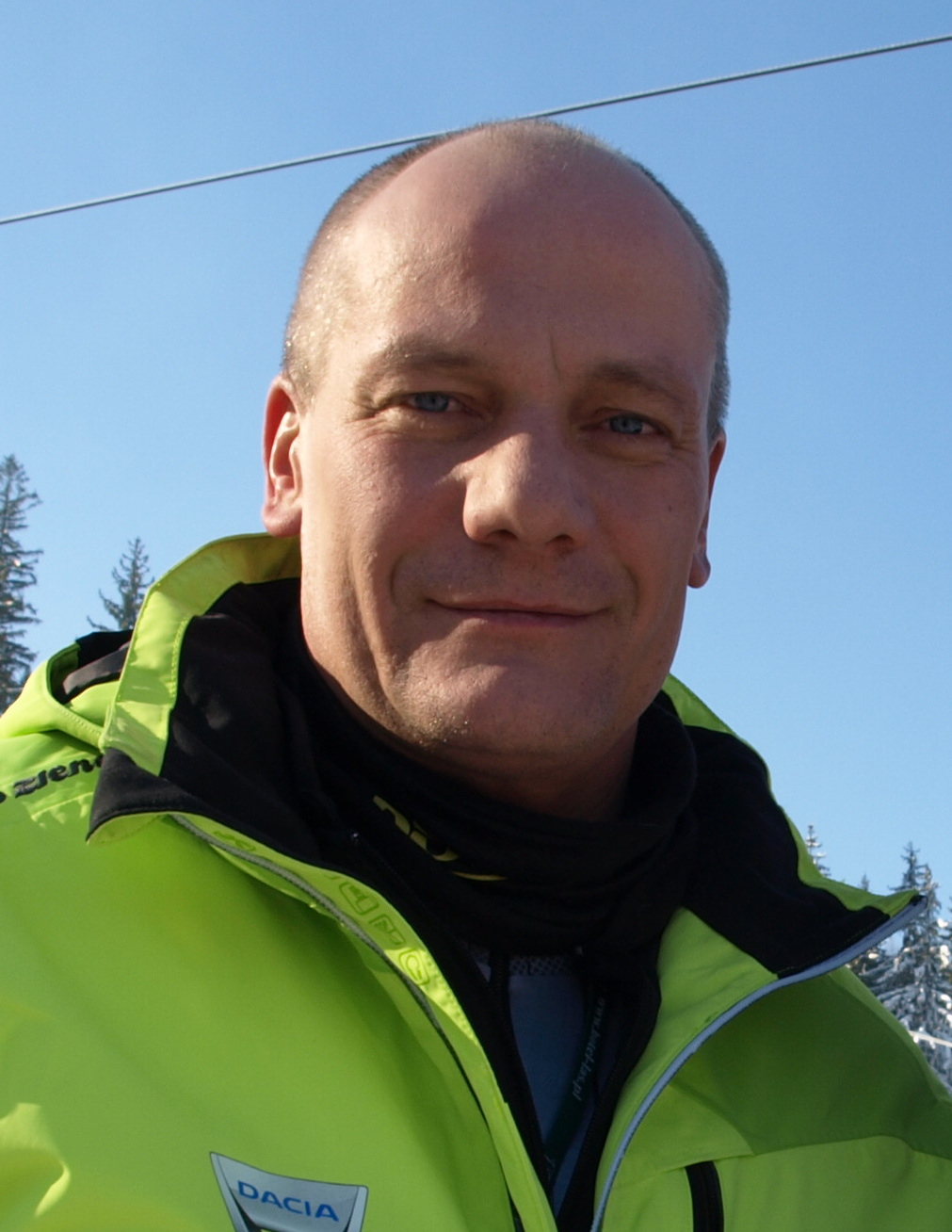
Piotr Zelt jako st. post. Arnold „Arnie”
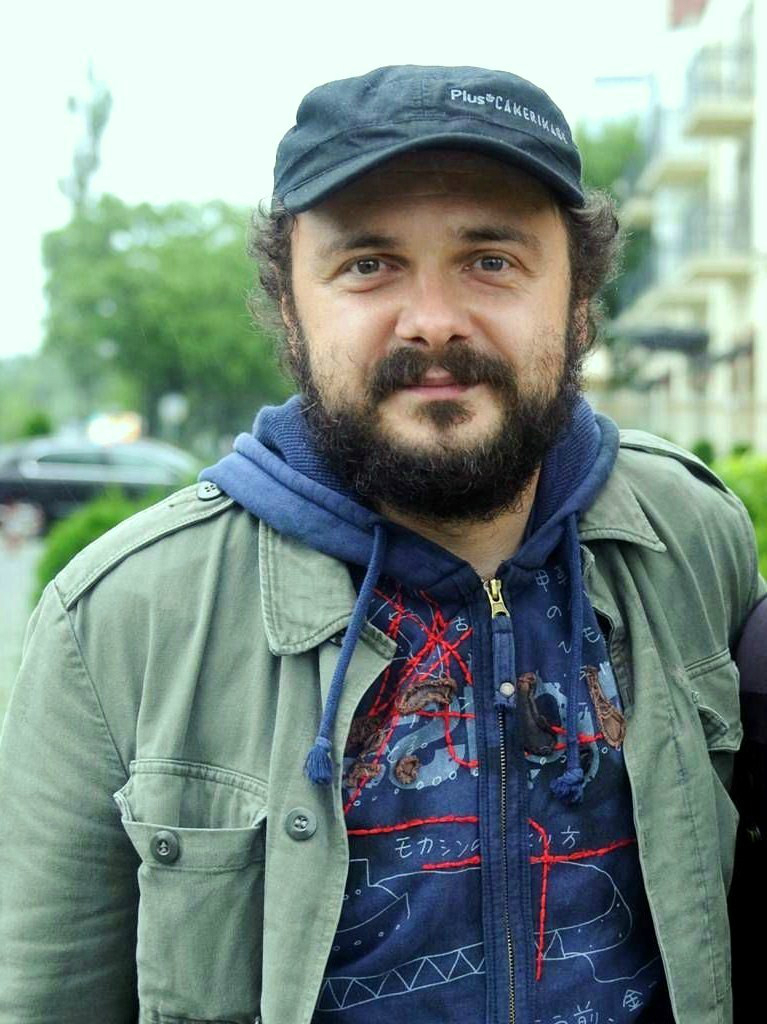
Arkadiusz Jakubik jako asp. Ryszard „Rysio”
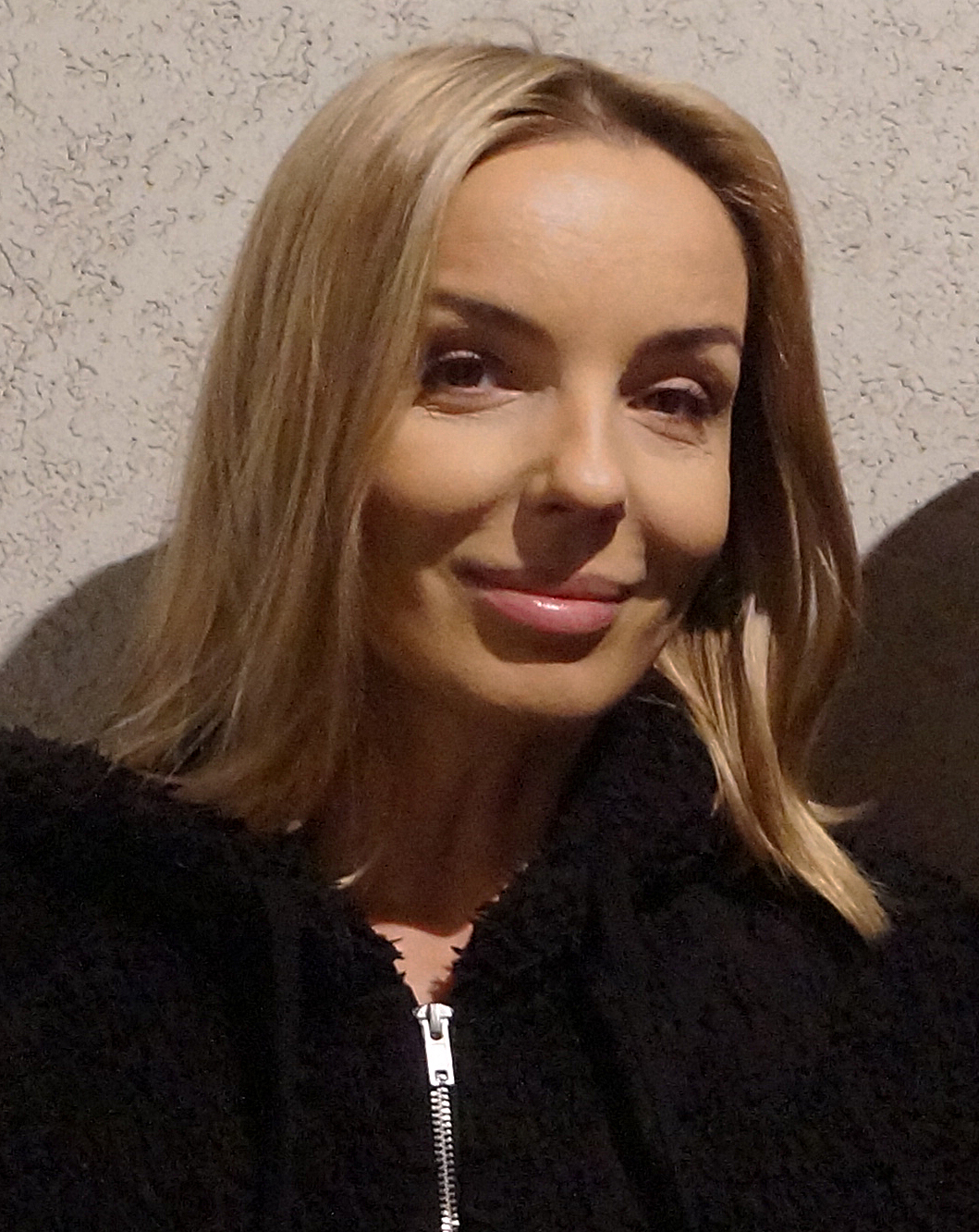
Agnieszka Włodarczyk jako Agnieszka Cezary
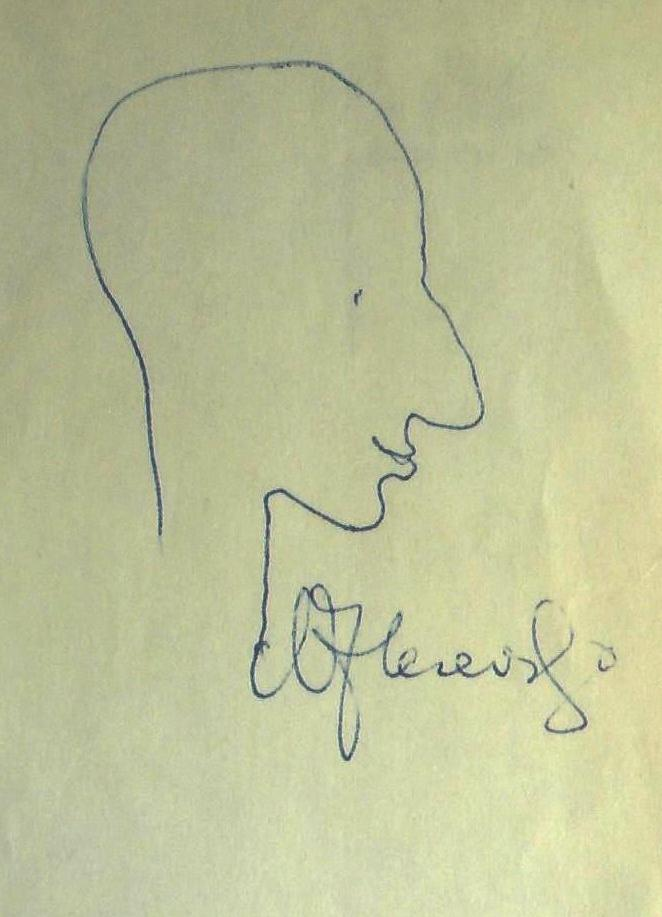
Marek Walczewski jako st. asp. Stępień
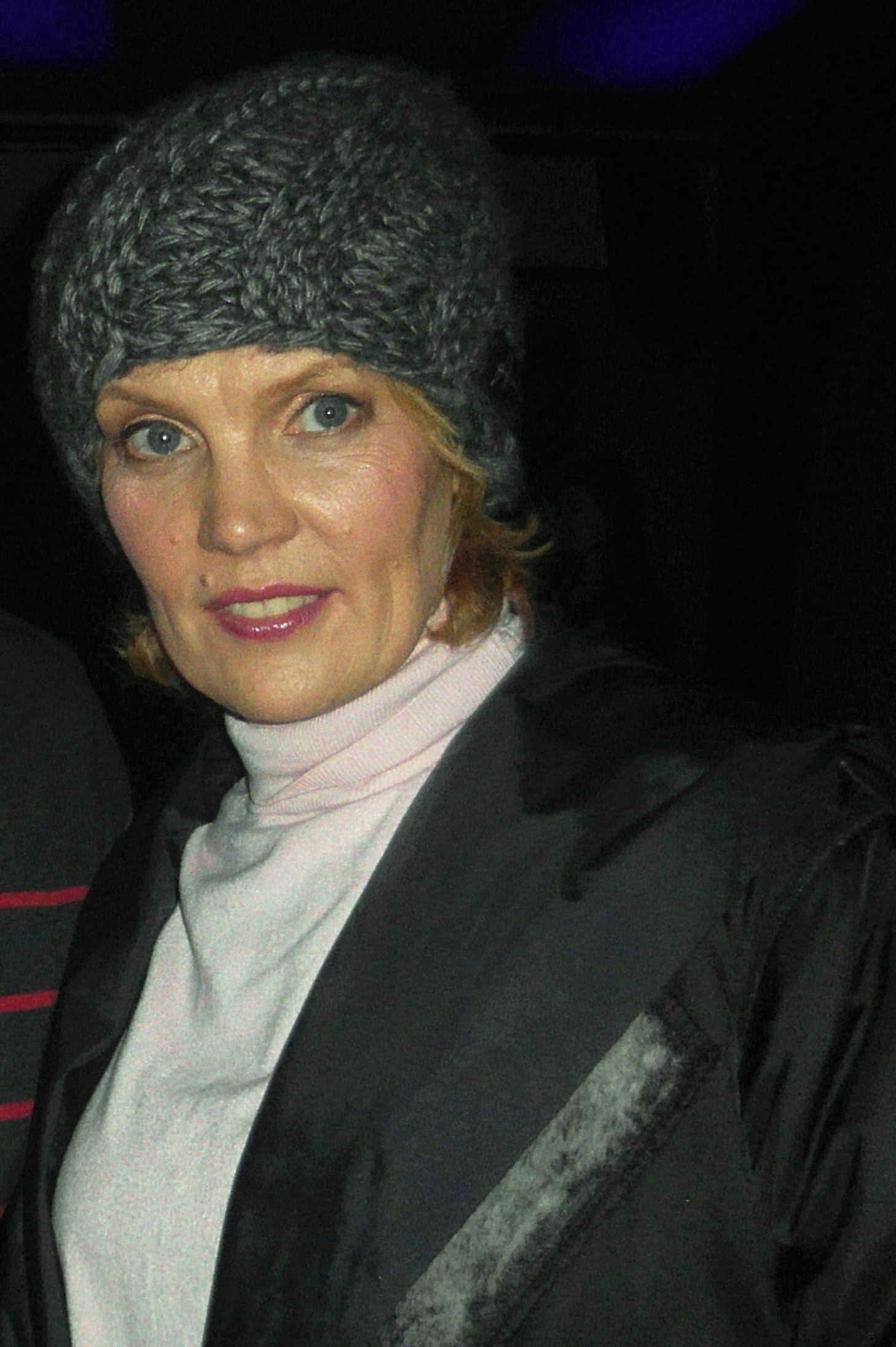
Dorota Chotecka jako Jola
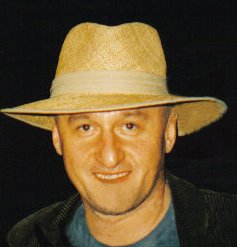
Andrzej Niemirski jako Inspektor Jan Kot
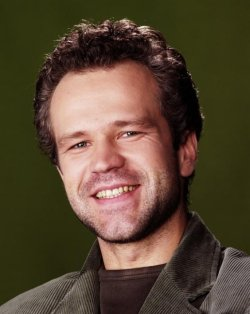
Radosław Pazura jako stażysta Marek Bączek

## Postacie epizodyczne
- Joanna Kurowska jako Mirella Ciapara
- Piotr Rzymyszkiewicz jako listonosz
- Stanisław Banasiuk jako asp. Jan Siekierski, kandydat na zastępcę komendanta
- Tomasz Mandes jako mł. asp. Michał Sułecki, kandydat na zastępcę komendanta
- Dariusz Karpiński jako kandydat na zastępcę komendanta
- Wojciech Malajkat jako aktor grający w reklamie bananów
- Zbigniew Suszyński jako aktor, grający gangstera
- Piotr Borowski jako don Alfonso
- Iwona Rulewicz jako redaktorka TV
- Emilian Kamiński jako Józef Oczko, kolega szkolny Czarka – kelner z restauracji „Ambasador”
- Kazimierz Wysota jako prokurator
- Lech Mackiewicz jako ojciec Maciusia
- Małgorzata Duda jako matka Maciusia
- Paweł Szczesny jako pacjent zatruty muchomorami
- Artur Kaczmarski jako reporter
- Jacek Łuczak jako kolega Czarka, Juliusz, gej
- Marian Opania jako ojciec Kasi
- Elżbieta Zającówna jako instruktorka (odcinki 23-24)
- Paweł Krucz jako Scottie Jordan, syn Michała Jordana
- Dariusz Toczek jako prowadzący program Debile są wśród nas
- Maciej Kozłowski jako dowódca brygady antyterrorystycznej
- Sławomir Pacek jako Roman (odcinki 4-5)
- Grzegorz Wons jako konwojent
- Mikołaj Cieślak jako morderca serów
- Paweł Kleszcz jako mężczyzna ze strzałą, zaatakowany przez Stępnia
- Ewa Wencel jako Basia, szkolna koleżanka Czarka
- Stanisława Łopuszańska jako matka Arnie’ego
- Leon Niemczyk jako biznesmen, który chciał zgłosić kradzież samochodu
- Adam Hutyra jako sekretarz Biznesmena
- Katarzyna Raduszyńska jako świadek incognito
- Mariusz Krzemiński jako dziennikarz
- Krzysztof Szczerbiński jako mężczyzna, przemalowujący radiowóz komendanta
- Przemysław Kaczyński jako mężczyzna, przemalowujący radiowóz komendanta
- Maria Klejdysz jako starsza pani („zegarkowa babcia”)
- Andrzej Iwiński jako właściciel suki Lusi
- Dariusz Dobkowski jako Pierre Dzący
- Ewa Skarżanka jako posłanka ZChN
- Agnieszka Kotlarska jako prostytutka
- Jerzy Słonka jako cukiernik
- Piotr Machalica jako dyrektor szkoły
- Daniel Olbrychski jako reżyser

## Plan filmowy
Budynek w czołówce to nieznacznie przerobiony fragment Muzeum Pożarnictwa w Warszawie. Wnętrza nie zostały wykorzystane przez filmowców.

## Emisja serialu
Pierwotnie serial emitowany był przez Canal+ w roku 2000: od 2 stycznia do 25 czerwca (26 odcinków) oraz od 3 września do 31 grudnia (16 odcinków).
Na ogólnodostępnej antenie serial był po raz pierwszy nadawany w latach 2001–2002 przez telewizję TVN.

## Spis odcinków
| Numer odcinka | Tytuł odcinka              |
| ------------- | -------------------------- |
| 1             | Rozstania i powroty        |
| 2             | Zastępca komendanta        |
| 3             | Narzeczona dla Pershinga   |
| 4             | Strajk – część I           |
| 5             | Strajk – część II          |
| 6             | Niewidzialni               |
| 7             | Przedstawienie             |
| 8             | Stażysta                   |
| 9             | Wielkie stopy              |
| 10            | Plan                       |
| 11            | Żona Salcesona – część I   |
| 12            | Żona Salcesona – część II  |
| 13            | Syn i ojcowie              |
| 14            | W oparach absurdu          |
| 15            | Znachorzy                  |
| 16            | Obcy                       |
| 17            | Gej                        |
| 18            | Matura – cz. I             |
| 19            | Matura – cz. II            |
| 20            | Matura – cz. III           |
| 21            | Oświadczyny – cz. I        |
| 22            | Oświadczyny – cz. II       |
| 23            | Nimfomanka – cz. I         |
| 24            | Nimfomanka – cz. II        |
| 25            | Znacz(o)ne pieniądze       |
| 26            | Nie tylko dla dorosłych    |
| 27            | Wymiana międzynarodowa     |
| 28            | Mecz                       |
| 29            | W starym kinie             |
| 30            | Koty                       |
| 31            | Świat reklamy              |
| 32            | Świadek incognito          |
| 33            | Napad na bank              |
| 34            | Szkoła filmowa – cz. I     |
| 35            | Szkoła filmowa – cz. II    |
| 36            | Ambasador                  |
| 37            | Depresja Pershinga         |
| 38            | Abstrakcja                 |
| 39            | Gwiazdy telewizji – cz. I  |
| 40            | Gwiazdy telewizji – cz. II |
| 41            | Nowe pokolenie             |
| 42            | Ścinki                     |